# 溥元
不入八分輔國公溥元（1870年4月25日—1927年），閒散宗室載雙第一子，母嫡妻西林覺羅氏，其父為西林覺羅福錫，誠郡王系第七代。
他在同治九年三月（1870年）出生，光緒五年六月（1879年）過繼為不入八分輔國公載齡之子，五年後（1884年）接替養親成為誠郡王第七代，封爵是不入八分輔國公。
他在1927年去世，此时清朝已经覆灭，旧皇室私命由長子毓彭襲封誠郡王系第八代，不再遞降，仍舊是不入八分輔國公。